# Purpurroter Schnellkäfer

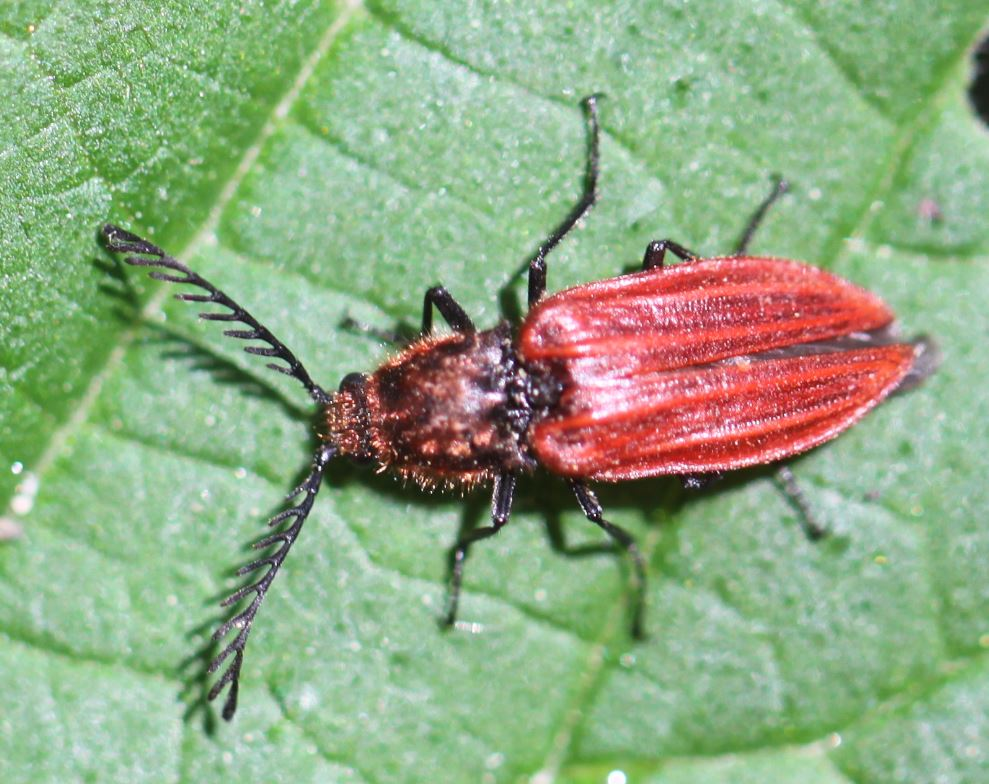
Männchen

Der Purpurrote Schnellkäfer (Anostirus purpureus) ist ein Käfer aus der Familie der Schnellkäfer (Elateridae).

## Merkmale
Die schlanken Käfer sind 8,5–14 mm lang. Sie besitzen eine schwarze Körperfarbe. Die Flügeldecken sind blutrot gefärbt. Die Oberseite der Käfer ist rot oder rostiggrau behaart. Die Beine sind schwarz oder braunschwarz. Die Flügeldecken sind etwa doppelt so lang wie breit. Der 3. und 7. Flügeldeckenzwischenraum ist über die gesamte Länge rippenförmig erhöht. Die Fühler der Männchen sind gekämmt, während die des Weibchens gesägt sind. Der Analsternit ist seitlich breit ausgeschnitten.

## Ähnliche Arten
- Anostirus gracilicollis – Analsternit mit geraden Seiten; der 3. und 7. Flügeldeckenzwischenraum ist nicht über die gesamte Länge erhöht
- Anostirus castaneus – Die Flügeldecken sind gelb; die Flügeldecken sind ungekielt

## Verbreitung
Anostirus purpureus ist im südlichen Mitteleuropa sowie in Südeuropa verbreitet. Nach Norden reicht das Vorkommen bis nach Dänemark und ins Baltikum. Auf den Britischen Inseln und in Fennoskandinavien fehlt die Art. Nach Osten reicht das Verbreitungsgebiet über Kleinasien und den Kaukasus bis nach Vorderasien und in den Himalaya.

## Lebensweise
Die Käfer beobachtet man von April bis Juli. Den typischen Lebensraum der Käfer bilden Waldränder, insbesondere in Vorgebirgs- und Berglagen sowie Kiefernheiden. Die Käfer findet man häufig an Holunder (Sambucus) und Weiden (Salix). Die Larven leben im Erdreich im Holzmulm der Wurzeln.